# Mando Diao
Mando Diao je vokalno-instrumentalni garage rock sastav iz Borlängea, Švedska. Prema članovima sastava, naziv Mando Diao nema značenje, već se članu grupe Björnu Dixgårdu pričinio u snu. Drugi frontmen, Gustaf Norén, napustio je sastav sredinom 2015. zbog navodnih nesuglasica i nastavio karijeru započevši zajednički projekt sa svojim bratom Viktorom Norén pod nazivom State Of Sound.

## O sastavu
Mando Diao je garage rock sastav iz Borlängea, Švedska. Naziv Mando Diao nema značenje, nastalo je iz sna člana grupe Björna Dixgårda. Korijeni sastava Mando Diao potiču iz 1995. godine kada su Björn i bivši član ove grupe Daniel Haglund svirali u sastavu Butler. Vremenom su se mijenjali članovi sastava. Trenutačni članovi sastava, koji su ozbiljnije shvatili smisao njegovog osnivanja, skupili su se 1999. godine kada su odabrali ime Mando Diao, iste godine održali su i svoj prvi nastup. Godine 2002. objavili su u Švedskoj prvi studijski album (koji je zabilježio veliki uspjeh u Japanu – iste godine), Bring 'Em In, koji je 2004. godine dobio i međunarodno izdanje, zajedno s debi singlom "Sheepdog". Za taj album sastav je pohvaljen od mnogih kritičara kao jedan od najboljih novih sastava na sceni. Drugi album, Hurricane Bar, izdan je 2004. godine, a treći Ode To Ochrasy, u kolovozu 2006. godine. Četvrti album objavljen je 2007. godine i nosi naziv Never Seen the Light of Day i posljednji i najprodavaniji album izašao je 13. veljače 2009. godine pod nazivom Give me fire.  Album je najavljen singlom "Dance with somebody" koji je postao veliki hit širom svijeta. 29. studenog 2009. godine su trebali održati koncert u Boogaloo, ali zbog lošeg stanja pjevača Gustafa Noréna koncert je odgođen.

## Članovi sastava
- Gustaf Erik Norén (vokal, gitara, orgulje, udaraljke)
- Björn Hans-Erik Dixgård (vokal, gitara)
- Carl-Johan "CJ" Fogelklou (prateći vokal, bas, orgulje)
- Samuel Giers (prateći vokal, bubnjevi, udaraljke)
- Mats Björke (klavijature)

## Diskografija

### Albumi
- Bring 'Em In (2002.)
- Hurricane Bar (2004.)
- Ode To Ochrasy (2006.)
- Never Seen The Light of Day (2007.)
- Give Me Fire (2009.)

### Mini-albumi (EP izdanja)
- Motown Blood (2002.)
- Sheepdog EP (2003., samo u Japanu)
- Paralyzed (2004.)
- Clean Town (2004., samo u Japanu)

## Vanjske poveznice
- Službena web-stranica sastava Mando Diao
- [neaktivna poveznica]